# 西倫敦猶太會堂
西倫敦猶太會堂（英語：West London Synagogue of British Jews，希伯來語：‎）是一座位於英國倫敦大理石拱門附近的猶太會堂。西倫敦猶太會堂創建於1840年4月15日。現在的會堂建築位於上貝克利街，奉獻於1870年，是II級登錄建築。西倫敦猶太會堂是英國歷史最古老的猶太會堂之一。

## 外部連結
- Official website （页面存档备份，存于）
- The Movement for Reform Judaism （页面存档备份，存于）

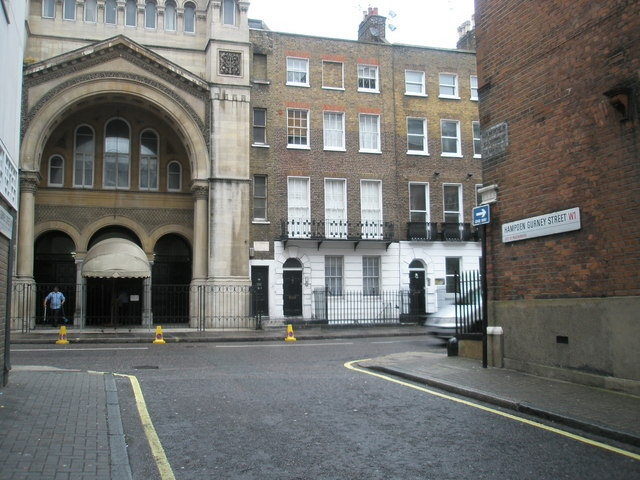

- West London Synagogue of British Jews （页面存档备份，存于） on Jewish Communities and Records – UK（页面存档备份，存于） (hosted by JewishGen)

51°30′55″N 0°09′44″W / 51.5153°N 0.1621°W